# Human Entertainment

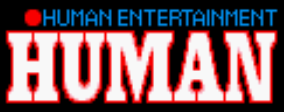
Logo de Human Entertainment

Human Entertainment fue una empresa japonesa desarrolladora y distribuidora de videojuegos. La empresa producía para diversas plataformas, incluida Dreamcast, Game Boy, Nintendo 64, PC Engine, PC (Windows), PlayStation, Saturn, Sega CD, Super NES, TurboGrafx CD, y WonderSwan.
La empresa cerró en 1999. Sin embargo, algunos títulos desarrollados antes del cierre de la empresa fueron lanzados individualmente o como parte de una colección durante años posteriores. 

## Juegos

### Desarrollados por Human Entertainment
- Kabuki Quantum Fighter

- HAL Wrestling (publicado en 1990)

- Air Boarder 64 (publicado el 27-03-1998)
- F1 Pole Position 64 (publicado el 15-10-1997)
- Human Grand Prix: The New Generation
- Kabuki: Quantum Fighter (publicado en 1991)

- Fire Pro Wrestling Combination Tag (publicado el 22-06-1989)
- Fire Pro Wrestling 2nd Bout (publicado el 30-08-1991)

- The Conveni: Ano Machi wo Dokusen Seyo (publicado el 26-04-1996)
- The Conveni III: Ano Machi wo Dokusen Seyo (publicado el 19-04-2002)
- The Conveni III: Ano Machi wo Dokusen Seyo - Popular Edition (publicado el 24-06-2004)
- The Conveni Pack: Ano Machi wo Dokusen Seyo + Power Up Kit (publicado el 24-04-2003)
- The Marugoto (publicado el 07-12-2001)

- Bakusou Dekotora Densetsu: Art Truck Battle (publicado el 24-06-1998)
- Clock Tower (publicado el 01-10-1997)
- Clock Tower 2: The Struggle Within (fuera de Japón Clock Tower: Ghost Head) (publicado el 28-10-1999)
- Clock Tower: The First Fear (publicado el 17-07-1997)
- The Conveni: Ano Machi wo Dokusen Seyo (publicado el 28-03-1997)
- The Conveni 2: Zenkoku Chain Tenkai da! (publicado el 18-12-1997)
- The Conveni Special (publicado el 12-03-1998)
- Fire Pro Wrestling G (publicado en 2000)
- Hyper Final Match Tennis (publicado el 22-03-1996)
- Remote Control Dandy (publicado el 22-07-1999)
- Vanguard Bandits (publicado el 27-07-2000)

- The Conveni: Ano Machi wo Dokusen Seyo (publicado el 20-03-1997)
- The Conveni 2: Zenkoku Chain Tenkai da! (publicado el 12-03-1998)

- Bari-Arm (Android Assault)

- Clock Tower (publicado el 14-09-1995)
- Dragon's Earth (publicado el 30-12-1992)
- F1 Pole Position
- F1 Pole Position II
- Human Grand Prix III: F1 Triple Battle
- Human Grand Prix IV: F1 Dream Battle
- SOS (publicado el 01-06-1994)
- Super Final Match Tennis (publicado el 12-08-1994)
- Super Fire Pro Wrestling X (publicado el 22-12-1995)
- Super Fire Pro Wrestling X Premium (publicado el 29-3-1996)
- Super Soccer
- Super Soccer 2
- Tae Kwon Do (publicado el 31-12-1994)
- The Firemen (publicado el 01-06-1994)

- Far The Earth no Jakoutei: Neo Metal Fantasy (publicado en 1992)
- Final Match Tennis (publicado el 17-03-1991)

### Publicado por Human Entertainment
- Fire Pro Wrestling D (publicado el 06-03-2001)

- Chacha-Maru Panic (publicado 19-04-1991)
- HAL Wrestling (publicado en 1990)

- Air Boarder 64 (publicado el 27-03-1998)
- Human Grand Prix: The New Generation

- Fire Pro Wrestling Combination Tag (publicado 22-06-1989)
- Fire Pro Wrestling 2nd Bout (publicado el 30-08-1991)

- The Marugoto (publicado el 07-12-2001)

- Bakusou Dekotora Densetsu: Art Truck Battle (publicado el 24-06-1998)
- Blue Breaker: Ken yori mo Hohoemi o (publicado en 1997)
- Clock Tower: The First Fear (publicado el 17-07-1997)
- Fire Pro Wrestling G (publicado en 2000)
- Formation Soccer '97: The Road to France
- Hyper Final Match Tennis (publicado el 22-03-1996)
- Remote Control Dandy (publicado el 22-07-1999)
- Sound Qube (publicado el 12-03-1998)
- The Conveni: Ano Machi wo Dokusen Seyo (publicado el 28-03-1997)
- The Conveni 2: Zenkoku Chain Tenkai da! (publicado el 18-12-1997)
- The Conveni Special (publicado el 12-03-1998)
- Vanguard Bandits (publicado en 1998)

- Fire Pro Gaiden: Blazing Tornado (publicado en 1995)
- Fire Pro Wrestling S: 6 Men Scramble (publicado en 1996)
- The Conveni: Ano Machi wo Dokusen Seyo (publicado el 20-02-1997)
- The Conveni 2: Zenkoku Chain Tenkai da! (publicado el 12-03-1998)

- Clock Tower (publicado el 14-09-1995)
- Super Formation Soccer (publicado en 1991, llamado "Super Soccer" fuera de Jápón)
- Super Formation Soccer II (publicado en 1992, solo en Japón)
- Super Formation Soccer 94 (publicado en 1994 solo en Japón)
-  Super Formation Soccer 95 Della Serie A (publicado en 1995 solo en Japón)
- Dragon's Earth (publicado el 30-12-1992)
- F1 Pole Position
- Fire Pro Wrestling 3: Final Bout
- The Firemen (publicado el 01-06-1996)
- Laplace no Ma (publicado en 1993)
- Super Final Match Tennis (publicado el 12-08-1994)
- Super Fire Pro Wrestling X (publicado el 22-12-1995)
- Super Fire ProWrestling X Premium (publicado el 29-03-1996)
- Tae Kwon Do (publicado el 31-12-1994)

- Far The Earth no Jakoutei: Neo Metal Fantasy (publicado en 1992)
- Final Match Tennis (publicado el 17-03-1991)

- Bakusou Dekotora Densetsu (publicado el 22-12-1999)
- Clock Tower (publicado el 09-12-1999)